# AB Fasa
AB Fasa ist ein Unternehmen der Verpackungstechnik in der litauischen Stadt Marijampolė. Der Verpackungsmaschinenhersteller bietet die Umpackungslinien (Abfüll- und Verpackung, Schmelzkäse-Dosierung, Homogenisieren, Flow-Pack).
Es erzielte 2008 einen Umsatz von 324,5 Mio. Litas.

## Geschichte
1959 wurde das Lebensmittelindustrie-Automatenwerk Kapsukas (Kapsuko maisto pramonės automatų gamykla) errichtet. 1961 produzierte man die erste Lebensmittelverpackungsmaschine für Schmelzkäse. 1977 produzierte man die Automaten im Wert von 14,8 Millionen Rubel. 1989 wurde der Betrieb zu „Fasa“. Nach der Unabhängigkeit Litauens privatisierte man das Unternehmen. 1994 wurde „Fasa“ zur Akcinė bendrovė (AB). 2004  etablierte man  ein Qualitätsmanagementsystem nach ISO 9001:2001. 2011 bekam das Unternehmen die  Auszeichnung „Gazzele“ von der litauischen Tageszeitung UAB Verslo žinios. 2014 gab es 196 Mitarbeiter.